# Rhabdosargus haffara
El sargo hafará (Rhabdosargus haffara) es una especie de peces, de la familia de los espáridos.

## Morfología
Los machos pueden llegar alcanzar los 35 cm de longitud total.

## Distribución y hábitat
Se encuentra en las  costas del Mar Rojo, así como en varios puntos del oeste del océano Índico.
Habita en aguas poco profundas, sobre todo alrededor de los arrecifes de coral, y sobre fondos arenosos o de barro arenoso, donde se alimenta de invertebrados bentónicos.